# クルト・ネットー

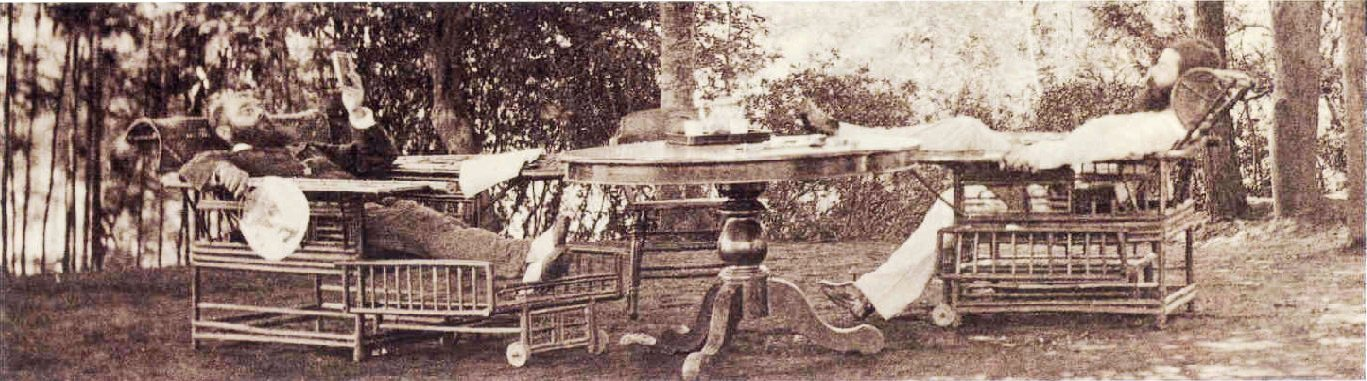
ネットー（右）とベルツ

クルト・アドルフ・ネットー（Curt Adolph Netto、1847年8月21日 ザクセン州フライベルク - 1909年2月7日)は、ドイツの採鉱冶金学者。お雇い外国人。

## 略歴
- 1873年（明治6年）、工部省官営小坂鉱山冶金技師として来日。
- 1877年（明治10年）、東京大学理学部採鉱冶金学教師となる。
  - 渡辺渡・野呂景義らを教える。
- 1885年（明治18年）ドイツに帰国。
  - 帰国後も著作などで日本に関係する。

## 著書
- 「涅氏冶金学」
- 「日本鉱山編」
- 「日本の紙の蝶々」
- 「日本のユーモア」(ゴットフリード・ワグネルと共著)